# Edendorf

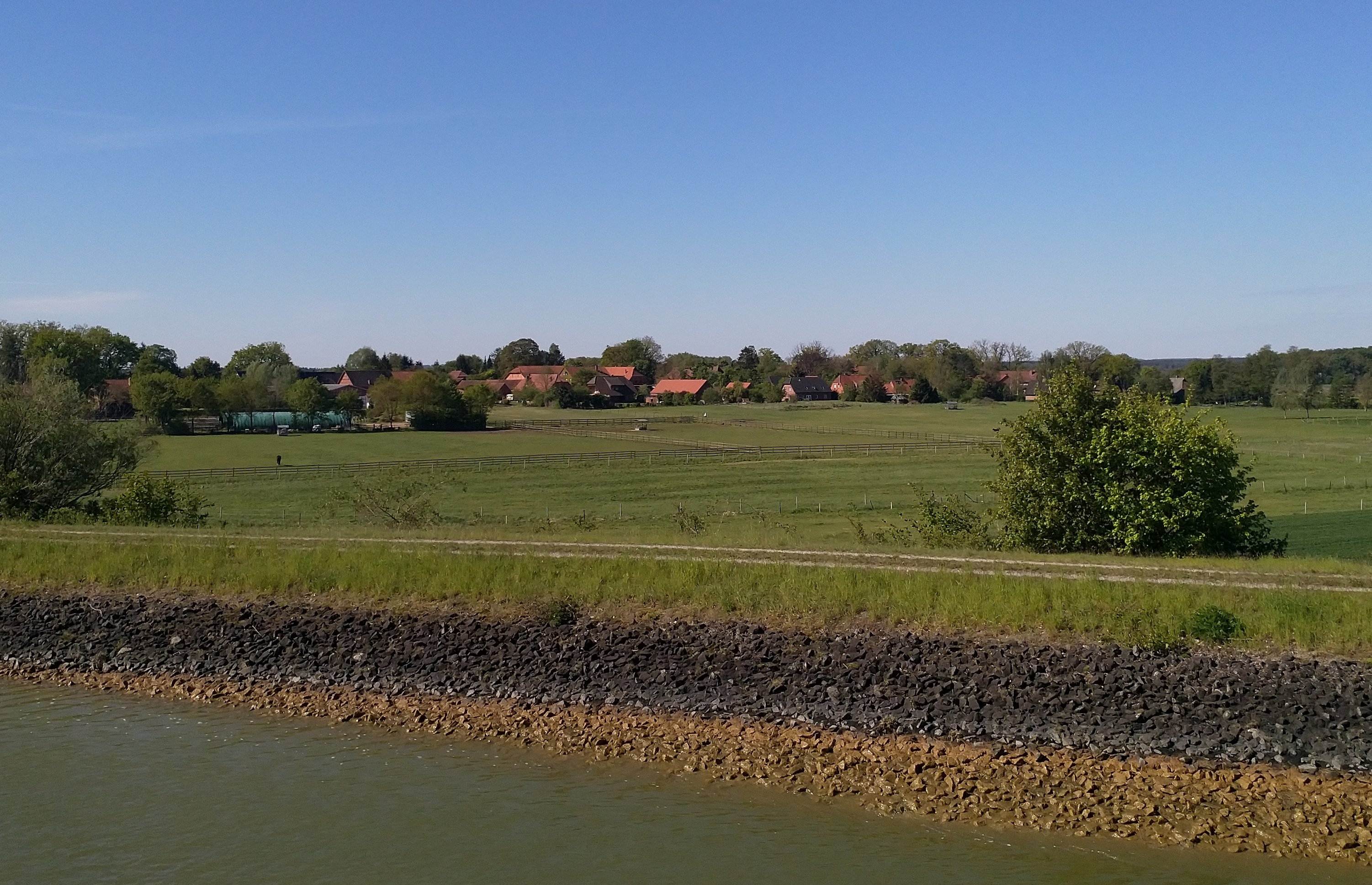
Edendorf vom Elbe-Seitenkanal aus gesehen

Edendorf ist ein Ortsteil der Einheitsgemeinde Bienenbüttel im Landkreis Uelzen im Bundesland Niedersachsen. Der Ortsteil hatte 2021 290 Einwohner.

## Geschichte
Edendorf war ursprünglich ein als Zeilendorf angelegter Ort ca. 5 km vom Gemeindesitz in Bienenbüttel entfernt. Edendorfs Hauptstraße (die Edendorfer Straße) führt direkt durch den Ort und über den in den 1970er Jahren im Osten des Dorfes entstandenen Elbe-Seitenkanal und teilt den Ort daher indirekt in zwei Hälften.
Die Siedlung entstand an der Grenze zwischen der tiefer gelegenen Niederung im Norden mit ihren Wiesen und Weideflächen und den höher gelegenen Ackerflächen der Geest im Süden. Im Norden des Dorfes fließt der Mühlenbach und der Wohbeckgraben im Süden. Beide Bäche fließen in die westlich verlaufende größere Ilmenau.
Edendorf ist aus einer locker angelegten Hofgruppe entstanden, welche sich nördlich der Kreisstraße befand und zum Teil auch heute noch erhalten ist. Die Ortslage wurde durch Realteilung zusehend immer enger, so dass das Dorf in Richtung Norden erweitert wurde. Erst in der Mitte des 19. Jahrhunderts wurden auch die kostbaren Ackerflächen im Süden des Ortes auf Kosten von Wohnflächen aufgegeben. Während der Verkoppelung siedelten manche unabhängige Höfe außerhalb der Ortslage auf eigenen Grundstücken. Selbst heute noch ist diese Struktur im Ortsbild vorzufinden.
Der Name Edendorf ist aller Wahrscheinlichkeit nach von dem Personennamen „Edos“ abgeleitet: Edos Dorf. In manchen geschichtlichen Dokumenten wurde Edendorf auch „Edinge“, „Ähndorpp“ oder „Edendorppe“ genannt. Diese waren die Geschlechter mancher der Familien, welche in Edendorf bis ins 13. Jahrhundert ansässig waren. Außer verschiedenen Gutsleuten war Edendorf unter anderem Eigentum des Klosters Medingen und des Klosters St. Michaelis in Lüneburg. Die Verkoppelung des Ortes wurde dann zwischen 1830 und 1840 durchgeführt. Der Ortsname wandelte sich von Etendorp ca. 1214 in nur vier hundert Jahren zu Edendorf in 1628.
Dass der Bereich um Edendorf bereits in vorchristlicher Zeit besiedelt war, zeigt sich unter anderem an dem Großsteingrab (Hünengrab), welches sich in ca. 1,2 km Entfernung vom Ortskern (der Straße „Grüner Jäger“ folgend nach Süden; links der Straße) befindet. Erläuterungstafeln geben Auskunft über die Besonderheiten dieser Anlage (z. B. Gletscherschliff an einzelnen Steinen).
Am 1. Juli 1972 wurde Edendorf in die Gemeinde Bienenbüttel eingegliedert.

### Einwohnerentwicklung
- 1823: 169 Einwohner[2]
- 1848: 256 Einwohner[2]
- 1880: 287 Einwohner[2]
- 1932: 243 Einwohner[2]
- 1949: 600 Einwohner (ungefähre Angabe, mit Kriegsflüchtlingen)[2]
- 1950: 292 Einwohner[2]
- 1961: 356 Einwohner[5]
- 1970: 325 Einwohner[5]
- 2004: 330 Einwohner[2]
- 2014: 303 Einwohner[6]
- 2021: 290 Einwohner[1]

## Infrastruktur
Die Struktur der Ortslage ist auch heute noch von der Landwirtschaft beeinflusst. Derzeit betreiben die sechs ansässigen landwirtschaftlichen Betriebe überwiegend Ackerbau.
Eine Bäckerei und Gaststätte sind als gewerbliche Einrichtungen im Dorf ebenfalls vorhanden, ebenso wie eine EU-Hengststation.
Früher befand sich in Edendorf auch eine Kapelle, inzwischen gehört Edendorf zum Kirchspiel des anliegenden Ortes Wichmannsburg im Kirchenkreis Uelzen. Der Schulbetrieb wurde 1853 in einem ortseigenen Schulhaus aufgenommen, welches 1887 durch ein neues Schulhaus ersetzt wurde. Die Wetterfahne auf dem Dach ist durch ein Tintenfass gekennzeichnet. 1968 wurde der Schulbetrieb in Edendorf eingestellt.
Eine wichtige Funktion in Edendorf haben die Freiwillige Feuerwehr (mit dem Feuerwehr-Verein Edendorf e. V.) und der Bürgerverein „Unser Edendorf e. V.“.
Gemeinsam mit der Dorfgemeinschaft Edendorf wurde ein Dorfplatz geschaffen, der inzwischen generationsübergreifend genutzt wird. Ein Spiel- und Bolzplatz, ein neues Feuerwehrhaus, die Ruine Edena und die historische Dorfscheune werden für gemeinschaftliche und kulturelle Veranstaltungen genutzt.
Auch das alte Feuerwehrhaus von 1908 mit seinem Giebel ist ein Zeugnis der Geschichte der Freiwilligen Feuerwehr Edendorf. Das historische Gebäude wurde inzwischen vom Feuerwehr-Verein Edendorf übernommen, damit es auch zukünftig erhalten bleibt.

## Tourismus
Touristen in dieser Gegend der Lüneburger Heide finden oft besonderen Gefallen an den im nahen Medingen vorzufindenden Hügelgräbern, deren Ursprung auf ca. 2000 Jahre vor Christus geschätzt wird. Auch die früher für die Region typischen Schafställe die noch vereinzelt im Staatsforst erhalten sind, erfreuen sich großer Beliebtheit.

## Sehenswürdigkeiten

### Baudenkmale
In der Liste der Baudenkmale in Bienenbüttel sind für Edendorf vier Baudenkmale aufgeführt.